# Kai Koitka
Kai Dominik Koitka (* 30. September 1981 in Hamburg) ist ein deutscher Fußballspieler auf der Position eines Mittelfeldspielers. Er ist Sohn des ehemaligen Bundesligatorwarts Heinz-Josef Koitka, der unter anderem für die SG Wattenscheid 09 aktiv war.

## Karriere
Kai Koitka spielte von 2003 bis 2006 für den Regionalligisten SG Wattenscheid 09 (wo er in 39 Spielen sechs Tore erzielte), bevor er zur Saison 2006/07 zum MSV Duisburg wechselte. Sein erstes Profispiel für die Zebras bestritt er am 17. Spieltag der Saison 2006/07, als er beim Spiel Duisburgs gegen Rot-Weiss Essen in der 85. Minute eingewechselt wurde. Zur Saison 2007/08 wechselte Koitka zum Regionalligisten Eintracht Braunschweig, wo er einen Vertrag bis Ende Juni 2009 erhalten hatte.
Nachdem Koitka Anfang 2008 in die zweite Mannschaft von Eintracht Braunschweig versetzt wurde, dort jedoch in der Saison 2008/09 ohne ihn geplant wurde, löste er am 21. August 2008 seinen Vertrag mit Eintracht Braunschweig auf und wechselte zum Regionalligisten BV Cloppenburg. Nach einem Jahr bei den Niedersachsen wechselte er im Sommer 2009 zum FC Vaduz.
Im Sommer 2010 schloss er sich dem KSV Hessen Kassel an.  Trotz gültigen Vertrags wurde er zu Beginn der Saison 2011/12 aus dem Kader der ersten Mannschaft ausgeschlossen.
Zur Rückrunde der Saison 2011/12 wechselte Koitka als Stand-By-Spieler zurück zur SG Wattenscheid 09 in die Oberliga Westfalen. Mit der SG 09 stieg er Ende der Saison 2012/13 in die Regionalliga West auf. Neben seiner Position als Stand-By-Spieler arbeitete er als Verkäufer von Automobilen. Seit 2014 ist er in der Bezirksliga beim FC Neuruhrort aktiv.